# 初慧
初慧（1969年2月21日—），辽宁人，中国退役女子篮球运动员，曾随中国国家队参加1996年夏季奥林匹克运动会女子篮球比赛，最终获得第九名。